# 都波羅摩塔

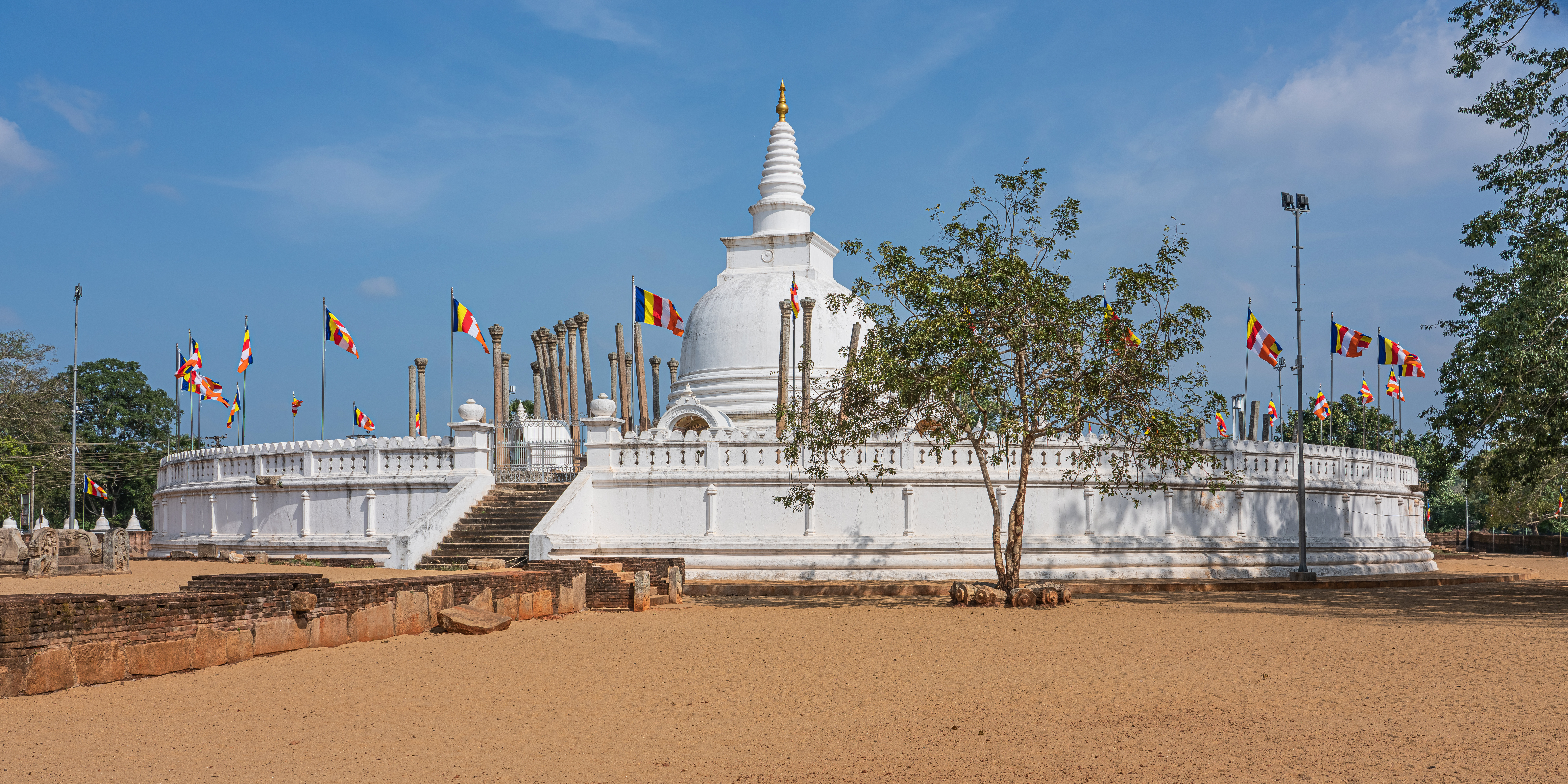

都波羅摩塔（Thuparama Dagaba）是一座位於斯里蘭卡阿努拉德普勒的佛塔，建於公元前三世紀，是斯里蘭卡歷史上第一座佛塔，由僧伽羅國王提婆南毘耶·帝沙下令興建。斯里蘭卡長期戰亂，佛塔的原建築群早已被毁，現存的佛塔是於1860年代重建。
佛塔遗址处有上座部佛教寺院都波羅摩佛寺（羅馬化：Thuparamaya）。